# Nationales Naturerbe Aschaffenburg
Nationales Naturerbe nennt sich eine Initiative der Bundesregierung von 1998 und Nationales Naturerbe Aschaffenburg ist der Name eines Erlebnispfades in
Aschaffenburg, der für 2,7 Mio. € von der Deutsche Bahn AG als Ausgleichsmaßnahme für den Ausbau der Strecke Hanau-Nantenbach (Spessart) eingerichtet wurde. Dies geschah in Zusammenarbeit mit der Bundesanstalt für Immobilienaufgaben (BImA), der Regierung von Unterfranken und der Stadt Aschaffenburg. Die Eröffnung fand am 4. Mai 2018 statt.

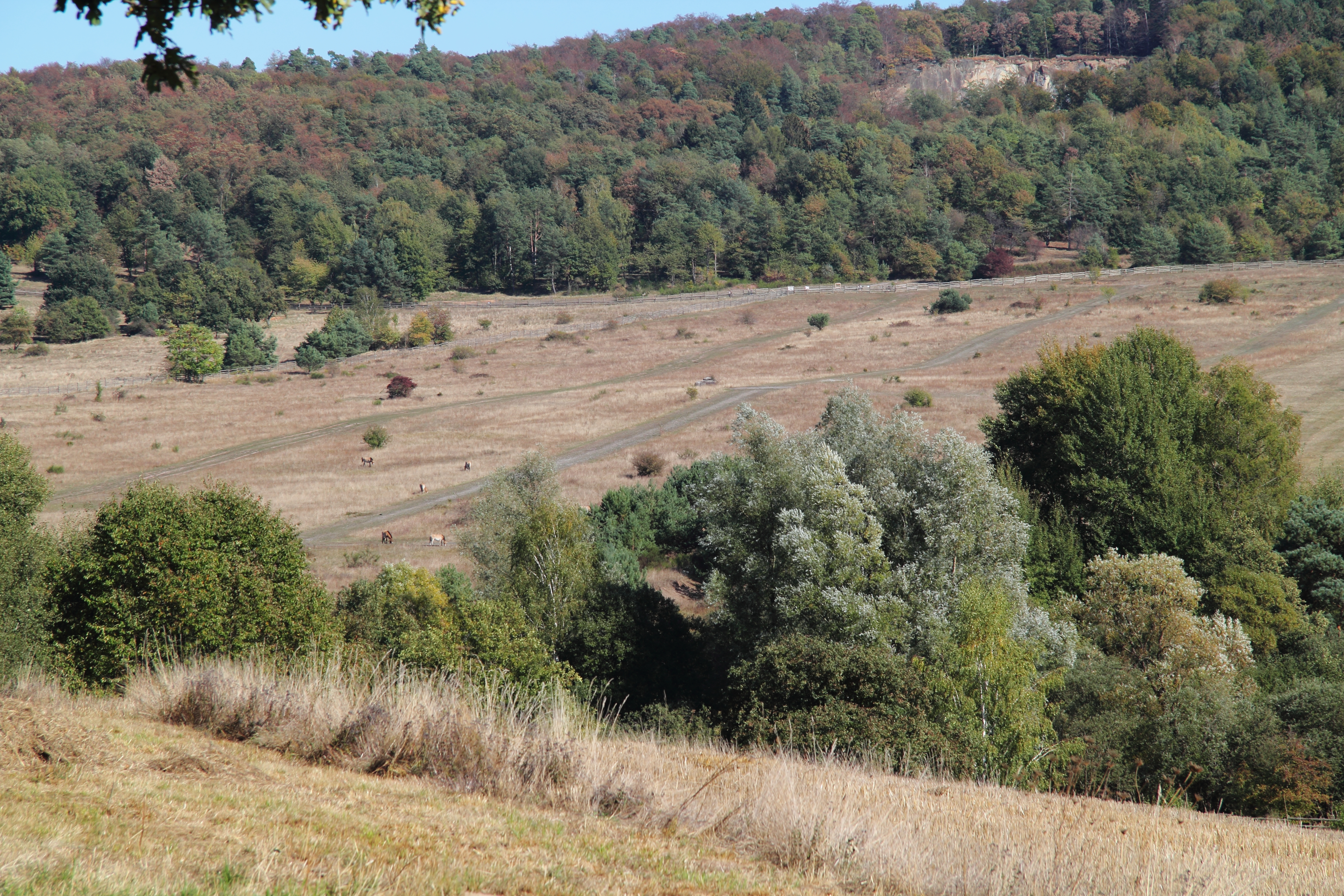
Der ehemalige Truppenübungsplatz, noch mit Kettenspuren von Panzern, gesehen von der Anhöhe des Erbigs

## Das Gelände
Das 236 ha große Naturerbe-Gelände im Stadtteil Schweinheim hat einen ca. drei km langen Erlebnispfad, der in dem ca. 300 ha großen Naturschutzgebiet „Ehemaliger Standortübungsplatz Aschaffenburg und Altenbachgrund“ und zugleich im FFH-Gebiet „Standortübungsplatz Aschaffenburg“ liegt. Der Pfad umrundet eine 60 ha große Koppel, in der etwa zehn Przewalski-Pferde, elf Heckrinder und gelegentlich auch Schafherden grasen. Am Pfad stehen 15 Tafeln, die über die Tiere und Pflanzen sowie die Geschichte dieses ehemaligen Exerzierplatzes informieren. Zudem können sich die Besucher mit ihren Smartphones über QR-Codes die Stimmen der hier lebenden Tiere anhören.

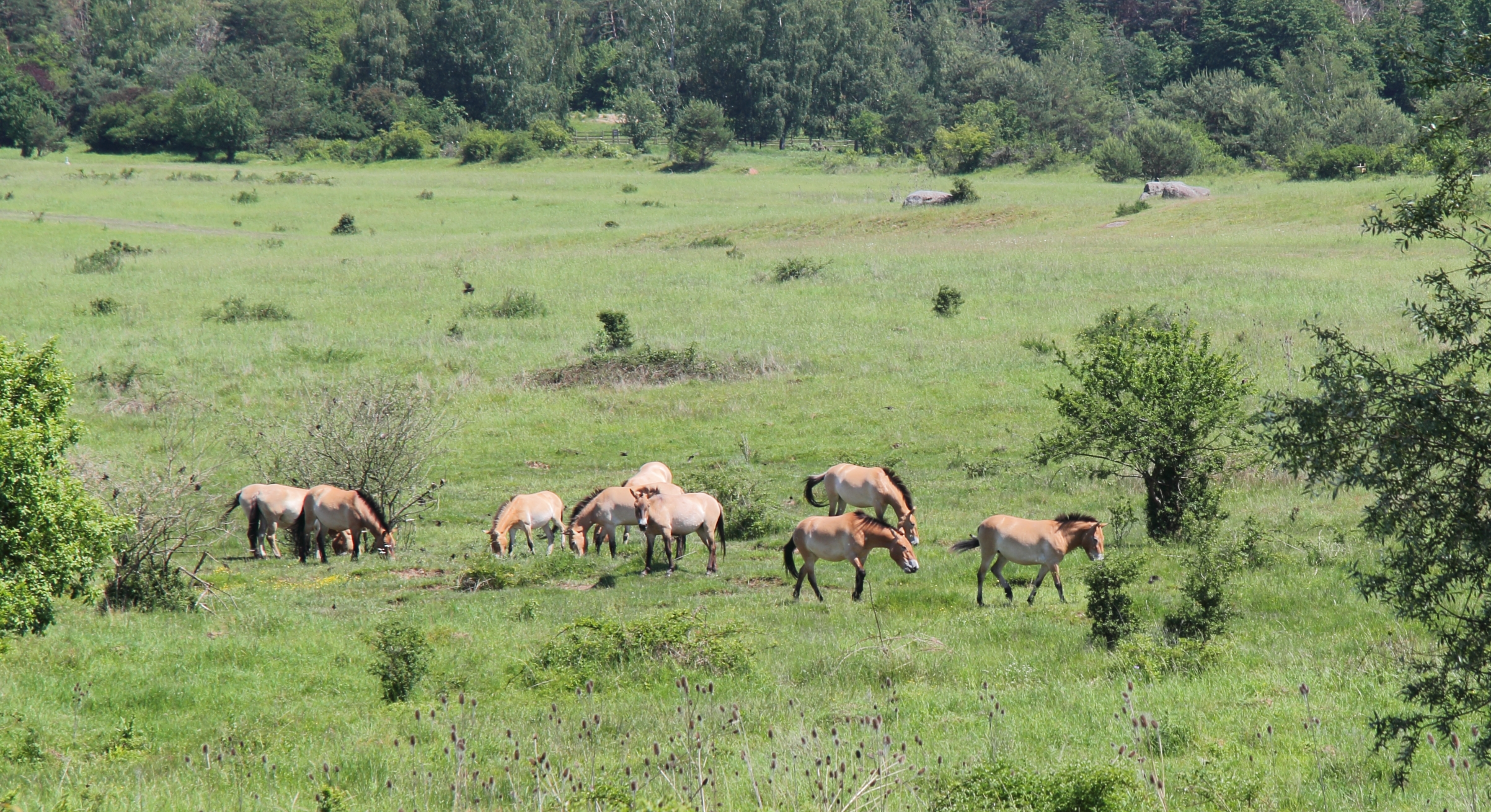
Przewalski-Pferde beim Grasen
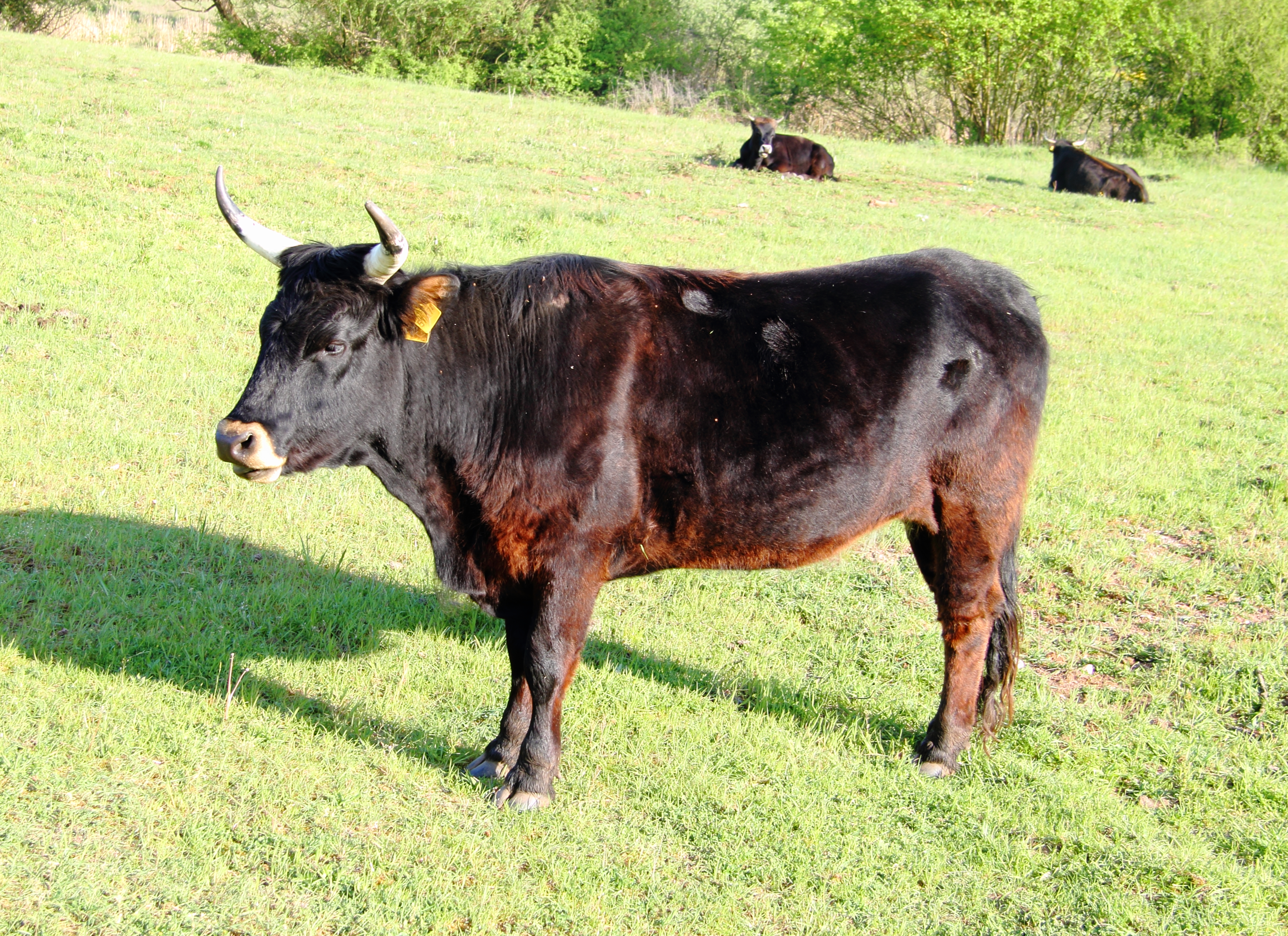
Heckrind auf der Weide
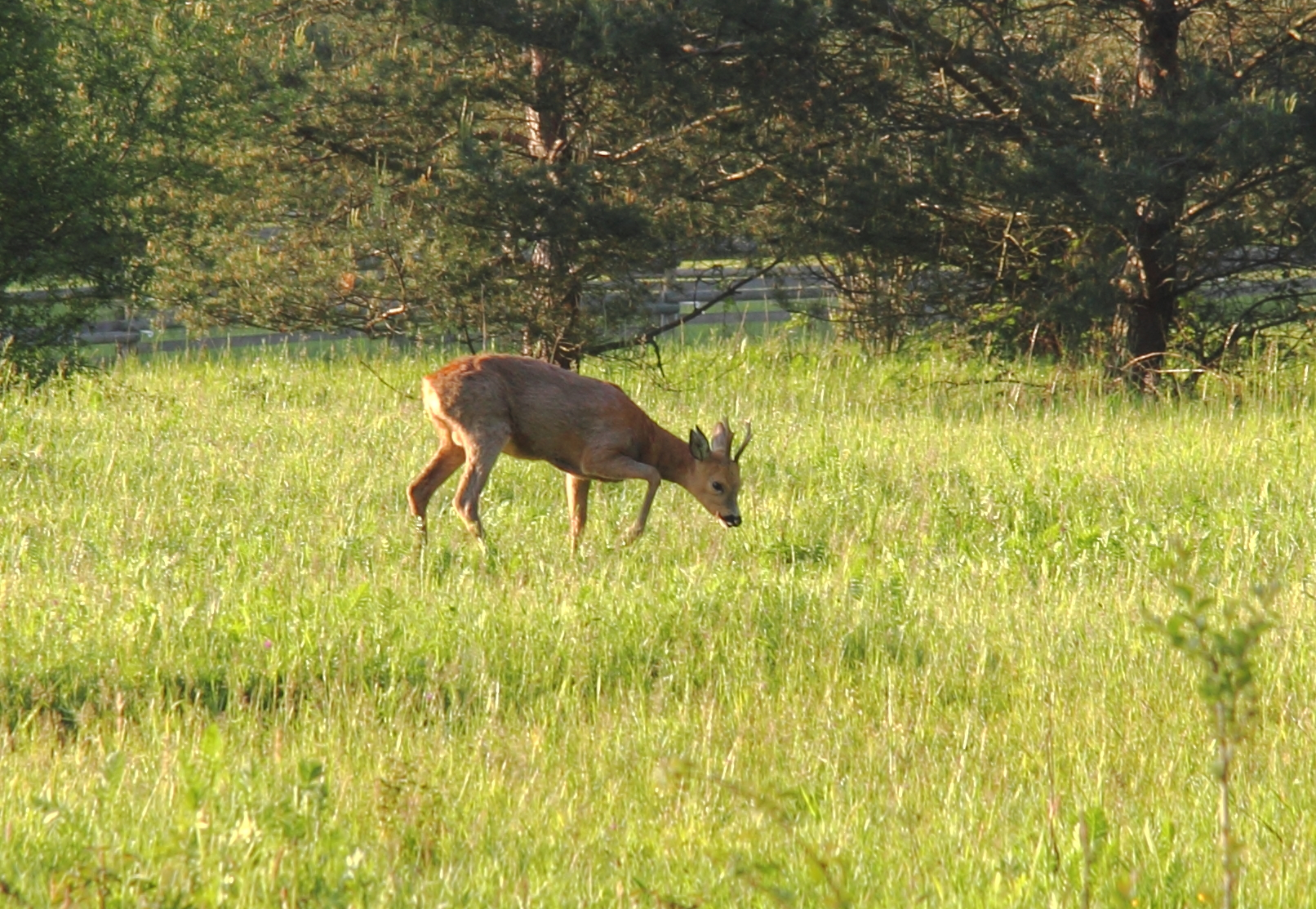
Äsender Rehbock
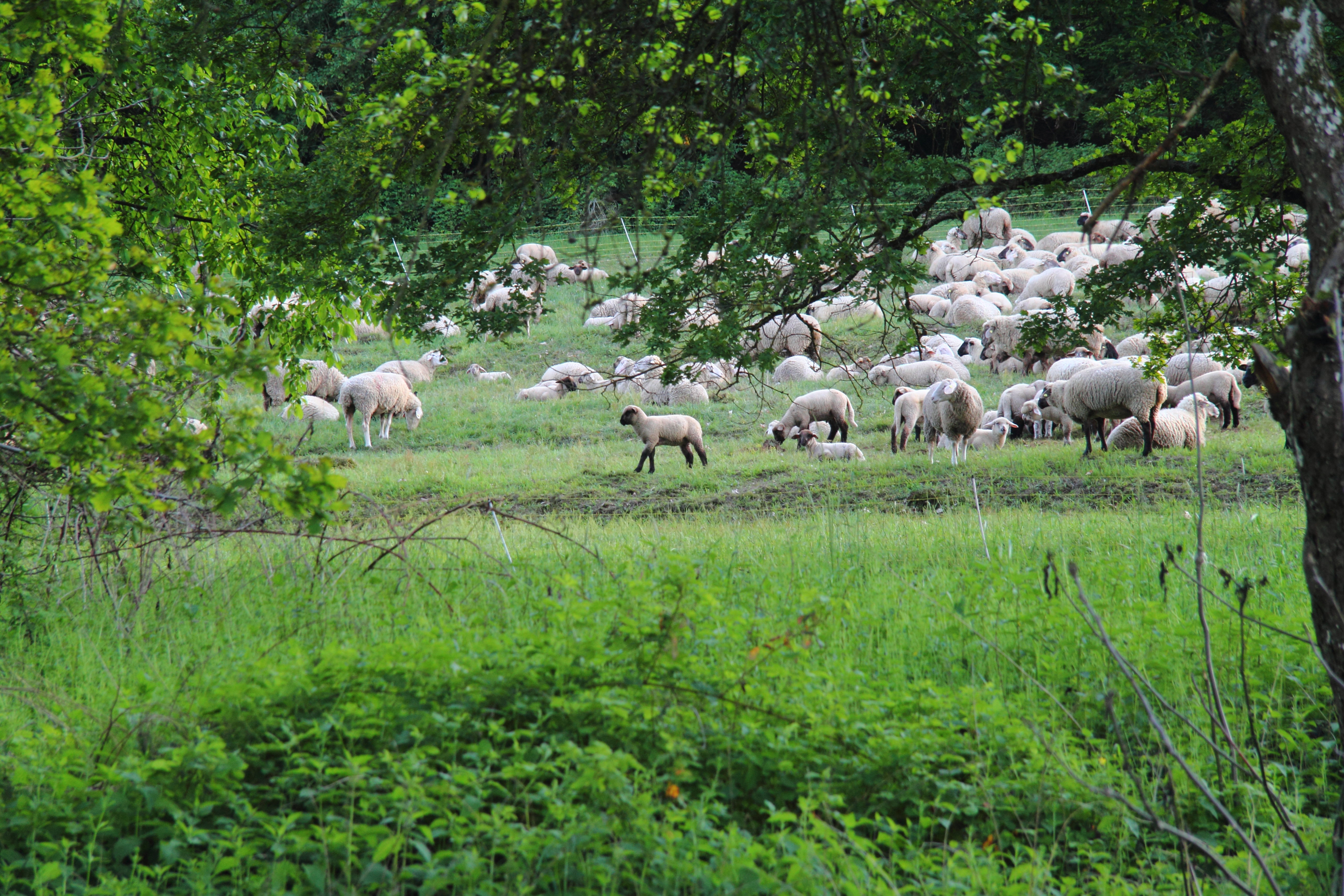
Schafherde
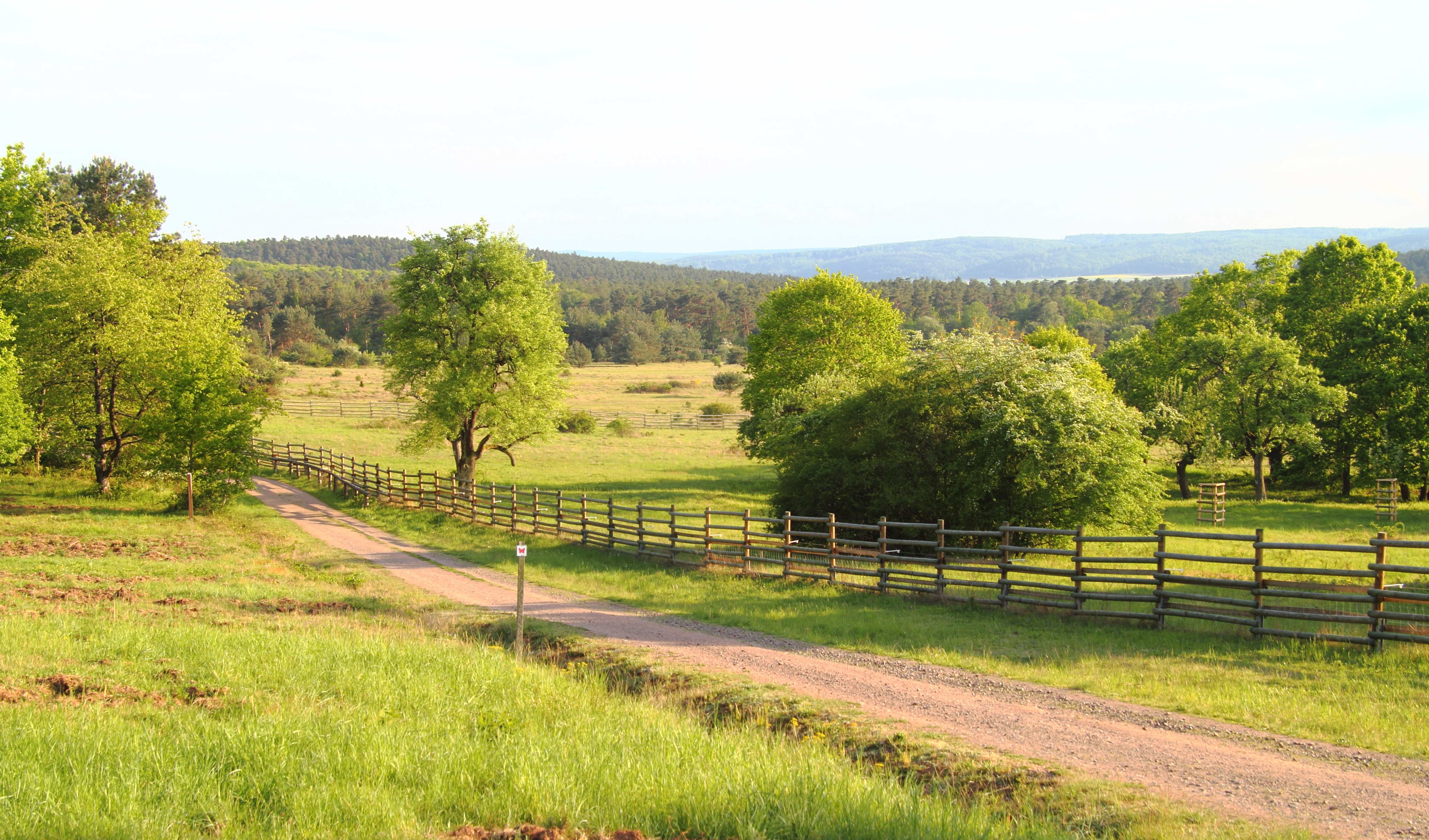
Erlebnispfad am Weidezaun
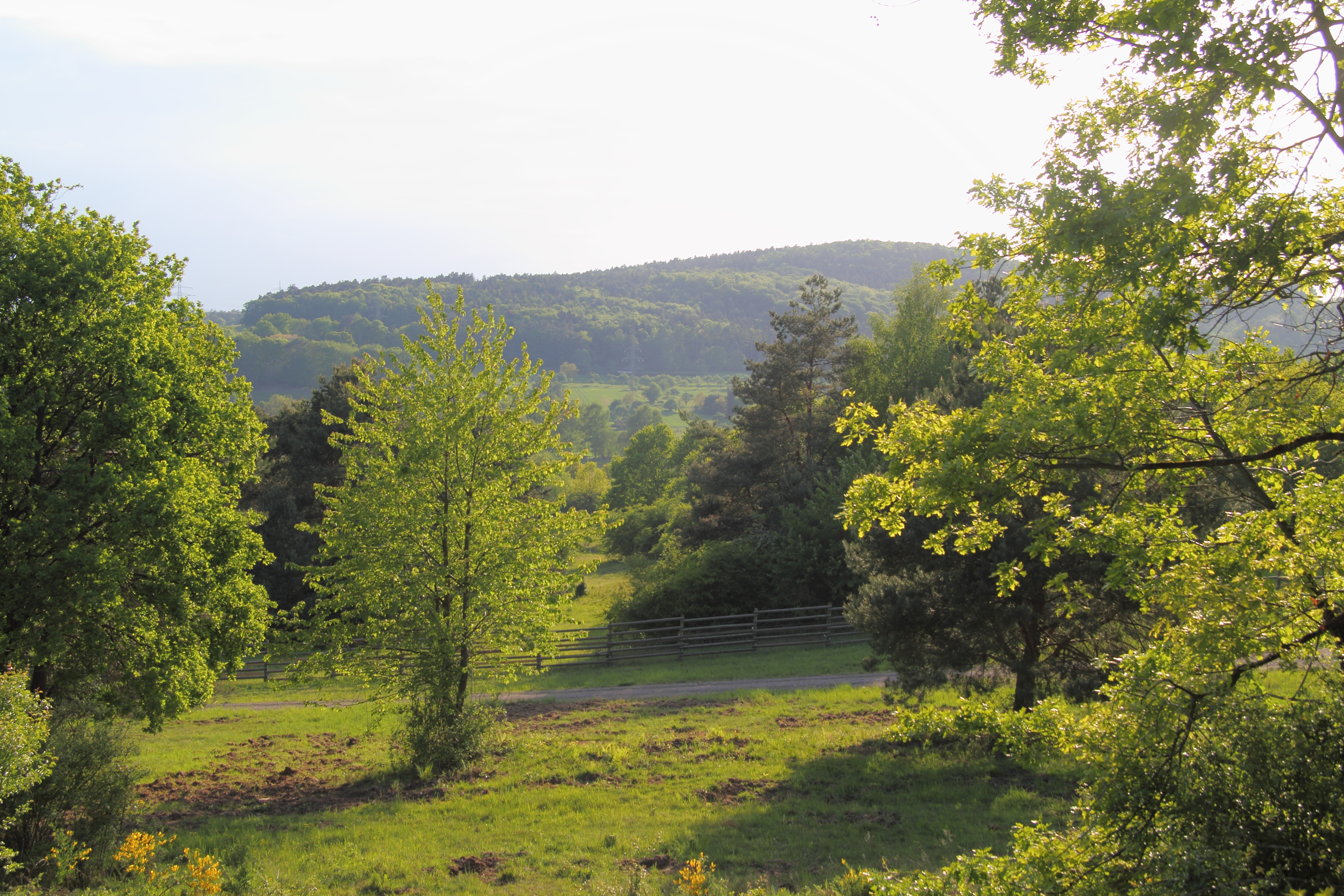
Blick über das Gelände zum Erbig
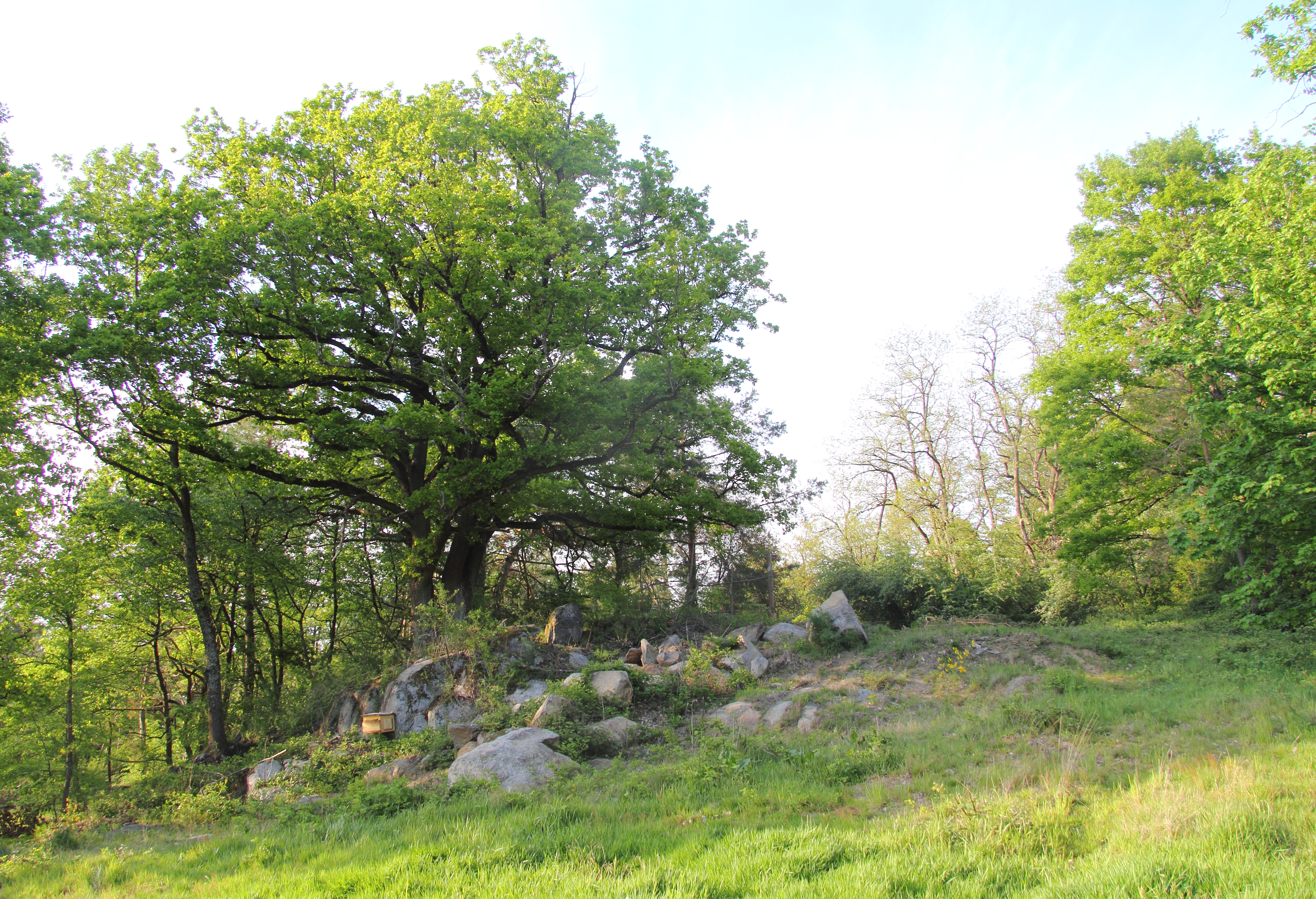
Felsen, Bäume und Büsche
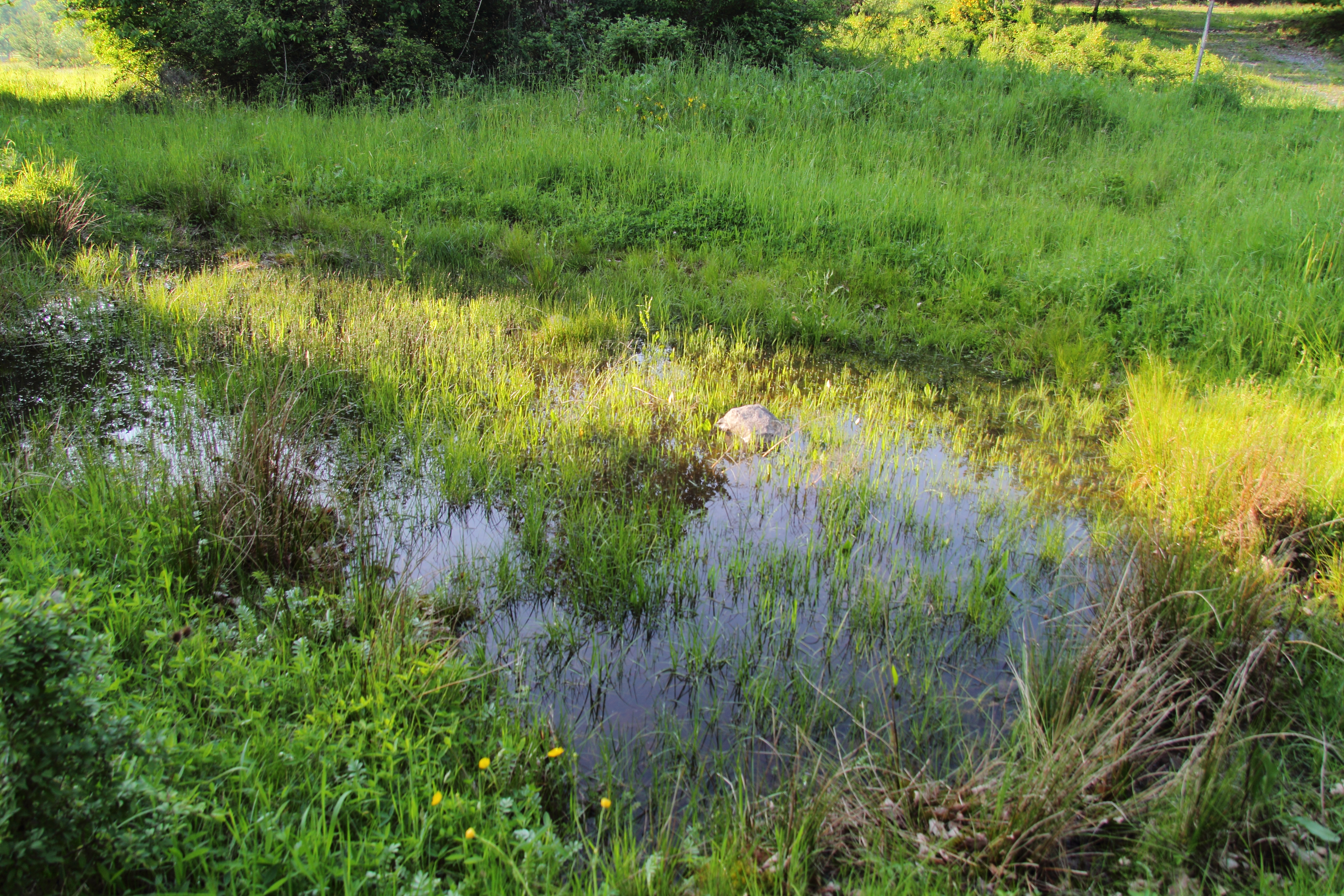
Tümpel

## Militärische Vorgeschichte

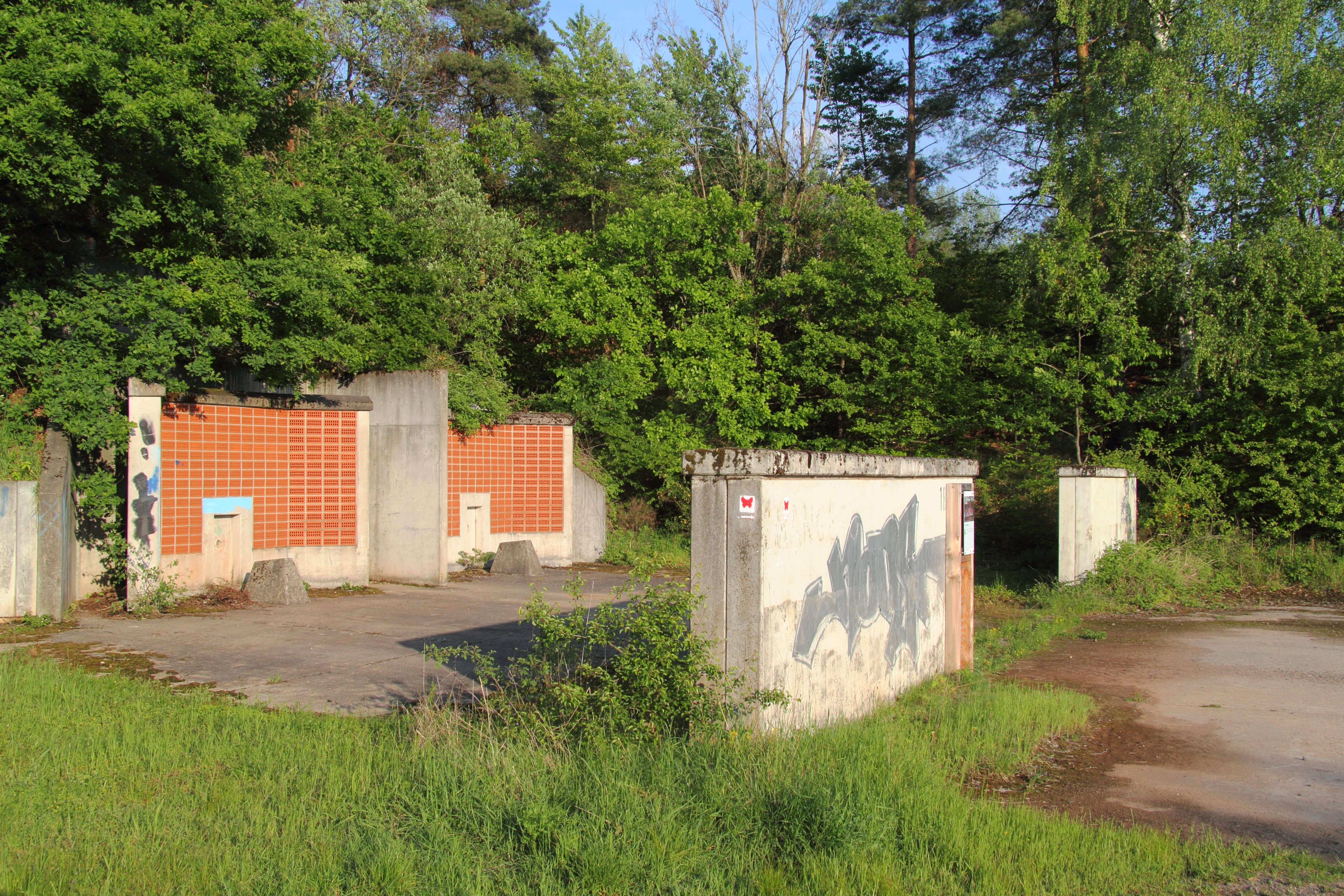
Reste militärischer Nutzung

Das Gelände (siehe auch Truppenübungsplatz Aschaffenburg) wird im Volksmund „Schweinheimer Exe“ genannt und war im 20. Jahrhundert ein militärisches Übungsgelände, das von der Bayerischen Armee, der deutschen Wehrmacht und der United States Army genutzt wurde. Das Gelände wurde 1912 für die militärische Nutzung eingerichtet (siehe auch Königlich Bayerisches 2. Jägerbataillon (ex 3. JgBtl)), nach dem Ersten Weltkrieg ab 1920 landwirtschaftlich genutzt und im Jahre 1936 von der Wehrmacht wieder für militärische Zwecke übernommen. Nach dem Zweiten Weltkrieg wurde das Gelände von der US-Army ausgebaut und bis 2007 von verschiedenen Verbänden genutzt.

## Ökologie
Dadurch, dass das Gelände über viele Jahrzehnte kaum landwirtschaftlich genutzt wurde, konnte sich bei Tieren und Pflanzen ein großer Artenreichtum ausbilden. Das Bundesumweltministerium schreibt dazu:
Die Naturerbefläche kennzeichnet eine großräumige Sandweidelandschaft, die mit Mulden, Senken und temporären Kleinstgewässern durchsetzt ist, sowie zusammenhängende Wälder. Im Offenland kommen neben Feucht- und Nassflächen mit Großseggenrieden und Landröhrichten auch Sandmagerrasen und Heiden vor. Gehölzgruppen aus historischen Streuobstbeständen sind eingestreut. Auch die Waldflächen sind zum Teil bereits vielfältig in ihrer Zusammensetzung und Altersstruktur.
Die offizielle Broschüre der Regierung von Unterfranken und der Stadt Aschaffenburg erläutert den Hintergrund:
Früher: Panzer als Landschaftspfleger
Der jahrzehntelange militärische Übungsbetrieb schuf einen dynamischen Lebensraum. Panzer und schwere Fahrzeuge sorgten bis 2007 für regelmäßige Bodenverletzungen und hinterließen tiefe Fahrspuren und Mulden. Seltene Amphibien wie die Gelbbauchunke (Bambina variegata) und die Kreuzkröte (Bufa calamita) konnten so in den sonnigen Tümpeln der Fahrspuren ihren Laich ablegen. In einer alten Sandgrube hat der Laubfrosch (Hyla arbarea) eines der größten und letzten Vorkommen im westunterfränkischen Raum.
Besiedler der ersten Stunde
Durch den Übungsbetrieb entstandene Rohbodenstandorte werden von Pionierpflanzen wie z. B. dem Kleinen Vogelfuß (Ornithopus perpusillus) und dem Berg-Sandglöckchen (Jasione montana) besiedelt. Die Zauneidechse findet hier zahlreiche Rückzugsräume und ist regelmäßig zu entdecken. Auf den offenen Bodenflächen konnte die beeindruckende Zahl von 83 Wildbienenarten, davon die Hälfte in Bayern gefährdet, beobachtet werden.
Heute: Verluste durch fehlende Nutzung
Die Einstellung des militärischen Übungsbetriebes führte zu einem Rückgang dieser wertvollen Lebensstätten. Um die Artenvielfalt hier dennoch erhalten zu können, müssen gezielte Pflegemaßnahmen durchgeführt werden.